# Huez
 Huez  es una población y comuna francesa, en la región de Ródano-Alpes, departamento de Isère, en el distrito de Grenoble y cantón de Le Bourg-d'Oisans.

## Demografía
| 493 | 619 | 1410 | 1154 | 1265 | 1671 |
| Para los censos de 1962 a 1999 la población legal corresponde a la población sin duplicidades (Fuente: INSEE [Consultar]) |     |      |      |      |      |